# Cytomorpha diazonae
Cytomorpha diazonae is een soort in de taxonomische indeling van de Myzozoa, een stam van microscopische parasitaire dieren. Het organisme komt uit het geslacht Cytomorpha en behoort tot de familie Lecudinidae. Cytomorpha diazonae werd in 1891 ontdekt door Mingazzini.